# 이세희 (금계필담)
이세희(李世熺)는 조선 고종 때 서유영이 쓴 야사집 《금계필담》에 등장하는 인물이다. 세조와 정희왕후 윤씨의 맏딸이라고 하며, 훗날 김종서의 손자와 결혼하였다고 기록되어 있다.

## 야사의 내용
조선 고종 때인 1873년(고종 10년) 서유영(徐有英)이 자신의 고향인 충청도 금계(錦溪, 지금의 충청남도 금산군)에 낙향하여 쓴 야사집《금계필담(錦溪筆談)》에 등장하는 인물이다. 왕족 출신으로 그 이름은 세희(世熺)이며, 세조와 정희왕후의 맏딸이라고 한다.
세희는 아버지 세조가 친조카인 단종을 죽이려는 것에 대해 반감을 품게 되고, 결국 이로 인해 궁에서 쫓겨나게 된다. 또 세희는 왕실 족보인 선원록에 그 이름조차 올리지 못하였다. 결국 세희의 어머니 정희왕후는 세희를 유모와 함께 충청북도 보은으로 피신을 시키는데, 세희는 이 과정에서 만난 한 총각과 사랑에 빠진다. 세희와 이 총각은 결혼까지 하게 되는데, 결혼 후 자신들의 출신에 대한 이야기를 나누다가 서로가 깜짝 놀라고 만다. 세희는 세조의 딸이고, 그 총각은 김종서의 손자라는 것이다. 김종서의 손자는 계유정난이 일어나 자신의 일가가 몰살되다시피 할 때 멀리 유학중이었던 관계로 용케 살아남았다.
훗날 이 사실을 알게 된 세조가 두 사람을 찾으려 하지만, 두 사람은 세속을 떠나 동굴 속에서 숨어 지내며 함께 살았다고 한다.

## 평가
세희에 대한 기록은 정사인 《조선왕조실록》에는 전혀 등장하지 않는다. 또 세조는 계유정난 성공 후 김종서의 장성한 자손들은 모두 변방의 노비로 삼고, 어린 자손들도 장성하면 모두 노비로 삼게 하였기 때문에 《금계필담》의 내용은 현실성이 떨어진다는 평이다. 더군다나 비교적 왕의 세세한 일상까지도 상세히 기록한 《조선왕조실록》인데 왕의 적장녀임에도 불구하고 그 이름이 단 한 번도 등장하지 않는다는 점, 또 왕들 조차도 《실록》의 열람이 금지되었던 당시 상황에서 단지 어명이라 하여 특정 인물의 이름을 모두 지울 수 있었는가 하는 점 역시 《금계필담》의 이야기를 사실이 아닌 것으로 보는 근거가 되기도 한다. 그리고 이 이야기를 모티브로 한 드라마 《공주의 남자》에 남편으로 등장하는 김승유(金承琉)라는 인물은 계유정난 후 살아남은 것은 사실이나, 이미 계유정난 전에 결혼을 하였던 인물이며, 김종서의 손자가 아닌 셋째 아들이다.
결국 이 이야기는 김종서가 비교적 후한 평가를 받기 시작한 후 세조의 행동을 비판하기 위해 창작한 이야기일 것이라는 추측이 있다. 또 고려대학교 국문학과 교수인 장효현은, 세조가 참혹하게 사람들을 죽인 과거를 말년에 후회했던 것을 사실로 받아들이고자 하는 민중들의 바람이 반영되었다고 해석하였다. 한편 김종서의 본관인 순천 김씨 가문에서는, 《금계필담》에 등장하는 이야기가 집안에는 전해 내려오기는 하나, 문서 등으로 기록된 것은 없다고 밝혔다.
그러나 실제로 세조가 말년에 계유정난 때 자신과 반대되는 입장에 있던 이들의 자손들을 방면하게 했다는 기록이 있기는 하다. 또 1446년(세종 28년) 정인지가 지은 영릉(세종과 소헌왕후의 능)의 지문에는 당시 수양대군이던 세조가 윤씨와 결혼하여 1남 2녀(장남 덕종, 성명불상의 장녀, 차녀 의숙공주, 예종은 출생 전)를 두고 있다고 적고 있는데, 정작 광릉(세조와 정희왕후의 능)의 지문에는 윤씨가 2남 1녀(장남 덕종, 차남 예종, 외동딸 의숙공주)를 낳았다고 기록하고 있어 기록에 차이를 보인다. 영릉 지문의 기록을 따를 경우, 이름이 알려지지 않은 장녀가 이 민담의 모델이 되었을 수도 있다.

## 관련 작품
- 《공주의 남자》 (KBS, 2011년, 배우:문채원) - 2011년 대한민국의 KBS는 이 야사를 바탕으로 한 드라마 《공주의 남자》(연출 : 김정민, 박현석 / 극본 : 조정주, 김욱)를 방영하였다. 당시 이 드라마에서는 세희의 이름을 "세령"으로 바꾸고, 김종서의 손자에 대해서는 실제 인물의 연령 문제 등으로 인해 김종서의 아들 김승유로 바꾸는 등 사실과 허구를 섞어 이야기를 전개시켰다. 세령(세희) 역에는 배우 문채원이, 김승유 역에는 배우 박시후가 캐스팅되었다. 《공주의 남자》는 한때 20%대의 시청률을 기록하며 동 시간대 수목드라마 중 시청률 1위를 차지한 적도 있었다[2][4][9].

## 관련 유적
- 충청북도 괴산군과 경상북도 상주시에 걸쳐 있는 백악산에 있는 동굴인 "보굴"에, 실제로 두 사람이 숨어 살았다는 동굴이라는 이야기가 전해 내려온다[5][10].

## 가족 관계
야사에 등장하는 설정을 바탕으로 할 때, 이세희의 가족 관계는 다음과 같다.
왕가 전주 이씨(全州 李氏)
- 조부 : 제4대 세종(世宗, 1397~1450)
- 조모 : 소헌왕후 심씨(昭憲王后 沈氏, 1395~1446)
  - 아버지 : 제7대 세조(世祖, 1417~1468)
- 외조부 : 판중추부사 파평부원군 윤번(判中樞府事 坡平府院君 尹璠, 1384~1448)
- 외조모 : 흥녕부대부인 인천 이씨(興寧府大夫人 仁川 李氏, 1383~1456)
  - 어머니 : 정희왕후 윤씨(貞熹王后 尹氏, 1418~1483)
    - 동생 : 추존 덕종(德宗, 1438~1457)
    - 동생 : 의숙공주(懿淑公主, 1442~1477)
    - 동생 : 제8대 예종(睿宗, 1450~1469)

시가 순천 김씨(順天 金氏)
- 시조부 : 의정부 좌의정 김종서(議政府 左議政 金宗瑞, 1383~1453)
- 시조모 : 정경부인 파평 윤씨(貞敬夫人 坡平 尹氏, 생물년 미상)
  - 시아버지 : 김승벽(金承璧, 미상~1453)
  - 시어머니 : 미상
    - 남편 : 김차동